# Ritratto di Adelaide di Borbone-Francia
Ritratto di Adelaide di Borbone-Francia è un dipinto di Jean-Marc Nattier, realizzato nel 1765 con la tecnica dell'olio su tela. Si trova conservato nella reggia di Versailles.

## Descrizione
L'opera è un ritratto in stile rococò. L'effigiata, Adelaide di Borbone-Francia, figlia del re Luigi XV, posò più volte per Nattier, in un'occasione anche nelle sembianze di Diana, dea della caccia. Nattier consolidò la sua fama di ritrattista dopo essere diventato il pittore ufficiale della corte di Francia.